# Битка при Адрианопол (324)
Битката при Адрианопол се провежда на 3 юли 324 г. при Адрианопол в Тракия между Лициний, императора на Източната Римска империя и Константин Велики, императора на Западната Римска империя. Завършва с решителна победа на Константин I. Участват и синовете им – Флавий Юлий Крисп, най-възрастният син на Константин I и Валерий Лициний, син на Лициний.
Константин има войска от 120 000 инфантерия и 10 000 кавалерия, командвана от него. Лициний има войска от 150 000 инфантерия и 15 000 кавалерия и дава 34 000 жертви.
След това Крисп побеждава през юли 324 г. флотата на Лициний с командир Абант (или Аманд) в Битката при Калиполис при Хелеспонт на Дарданелите.
Константин I попеждава Лициний за последен път на 18 септември 324 г. в битката при Хрисополис до Халкедон в Мала Азия, след което е единственият император на империята. Лициний е откаран в Солун и по-късно убит.